# Magnum (helado)

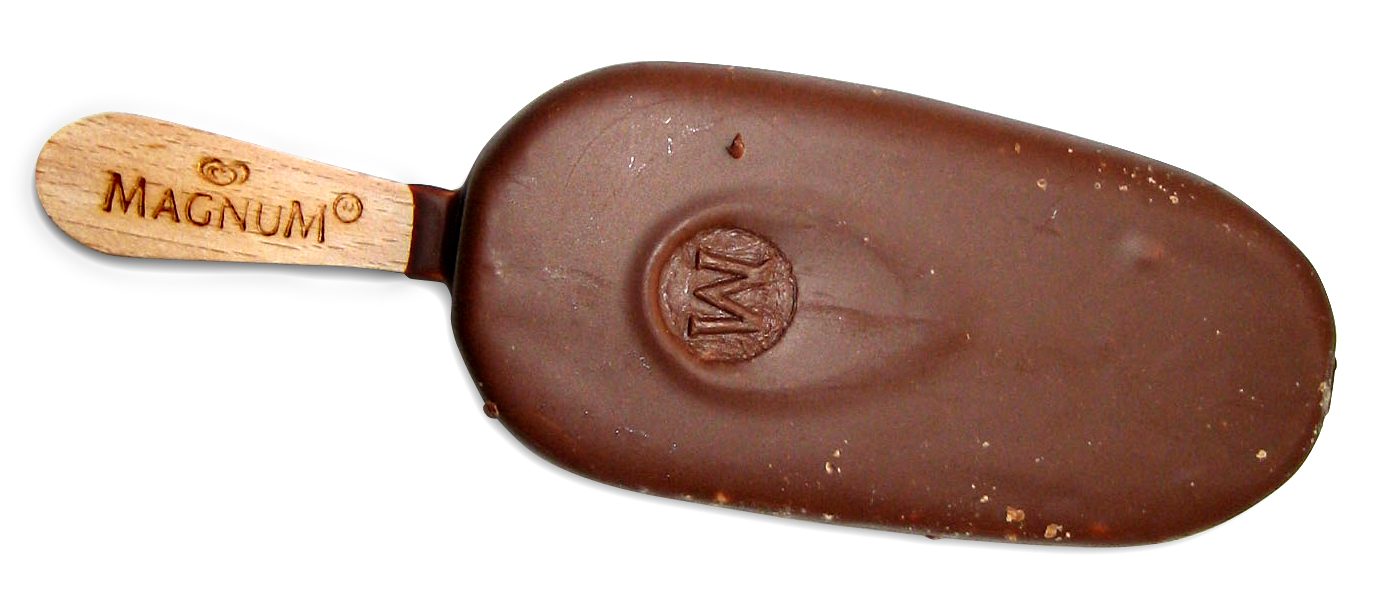
Palito de bombón y helado de chocolate Magnum Classic.

Magnum es un helado de la marca Heartbrand de Unilever. Magnum (del latín "Grande") es un helado con palito de madera cubierto con una capa de chocolate. Según la variante, se utiliza una crema y un chocolate distinto, variantes que incluyen ingredientes como salsas, almendras o frutos secos.
Magnum se lanzó al mercado en 1993 y está dirigido a los consumidores adultos. Es un helado que se vende ya en diferentes presentaciones, no solo en paletas de helado, se puede encontrar en botes de helado o bombones de helado.